# Weißer Hirsch
Der Weiße Hirsch ist ein Villenviertel im  Dresdener Stadtteil Bühlau/Weißer Hirsch.

## Lage
Der Weiße Hirsch erstreckt sich westlich bis zur Mordgrundbrücke zwischen Bautzner Landstraße und Dresdner Heide, nordöstlich bis zum Nachtflügelweg in der Heide und südlich bis zur Collenbuschstraße und dem oberen Rißweg. Obwohl der südliche Teil des Villenviertels zwischen Luisenhof und ehemaligem Ardenne-Institut sowie das Villenviertel Am Weißen Adler im Sprachgebrauch noch als zum Weißen Hirsch gehörend bezeichnet werden, zählen sie als Loschwitz Nord verwaltungstechnisch schon zum Stadtteil Loschwitz.

## Geschichte

### Vom Gasthaus zur Guts- und Landgemeinde
Erstmals erwähnt wurde das Gebiet des heutigen Weißen Hirschs im Zusammenhang mit den Mönchen des Altendresdner Augustinerklosters, die 1420 vom späteren Kurfürst Friedrich I. ein Stück Wald zum Holzschlagen erhielten. Es lag südlich der heutigen Bautzner Landstraße. Noch heute trägt ein Teil des Ortes den Namen „Mönchsholz“.

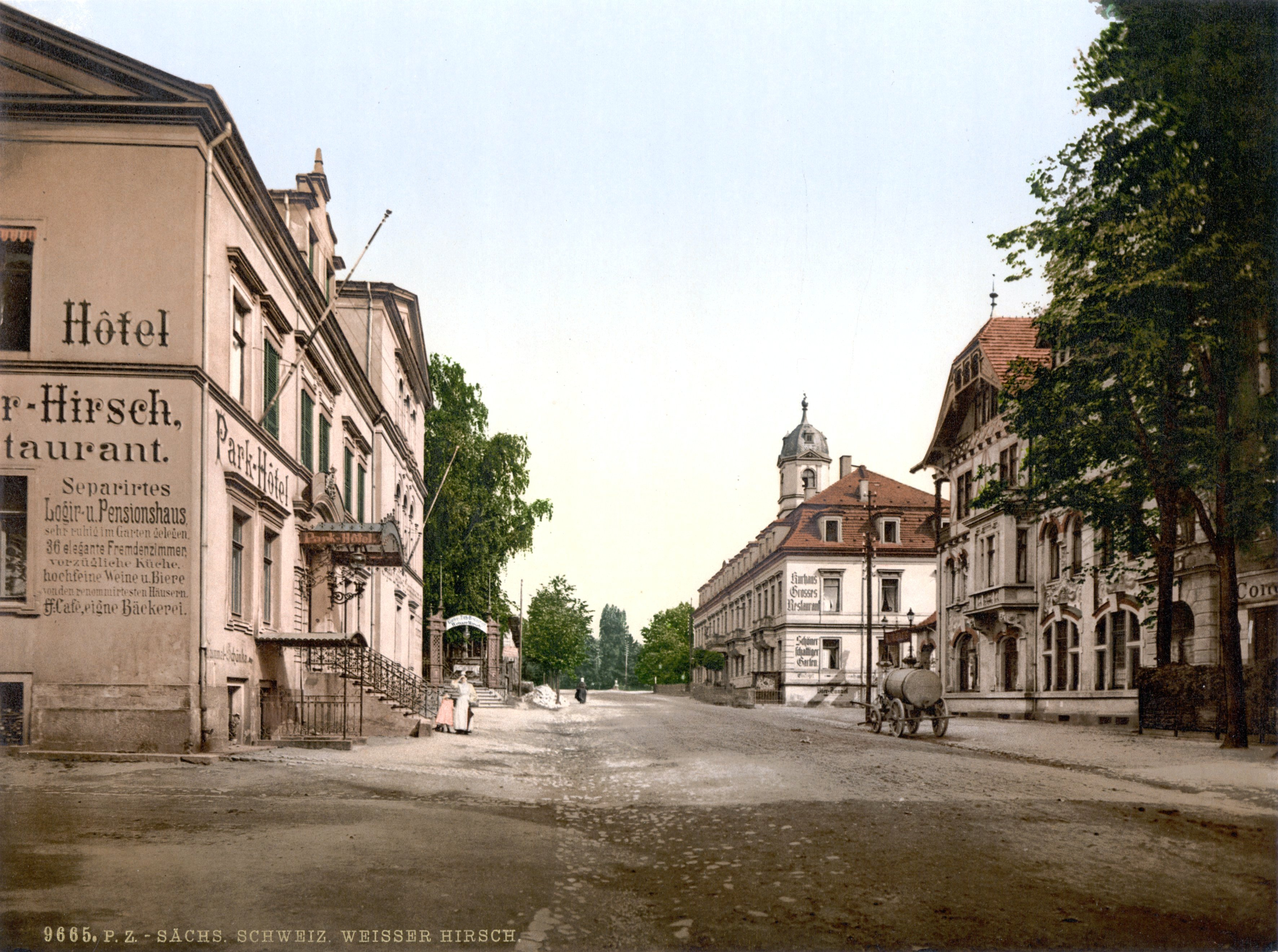
Bautzner Landstraße auf dem Weißen Hirsch mit dem zweiten Gasthof Weißer Hirsch (l.) gegen Ende des 19. Jahrhunderts

Oberküchenmeister Georg Ernst von Dölau erwarb 1664 an der alten Bautzner Poststraße ein Weinbergsgrundstück, auf dem er ein Winzerhaus erbaute. Die Gast- und Schankprivilegien erhielt er jedoch nicht. Im Jahr 1685 kaufte der kurfürstliche Kapellmeister Christoph Bernhard den Weinberg und errichtete in dem Winzerhaus eine Schänke, die 1688 das Schankrecht erhielt. Sie wurde nach ihrer Lage nahe der Heide „Zum Weißen Hirsch“ genannt und gab schließlich dem gesamten Stadtteil seinen Namen. Der wirtschaftlich erfolgreichen Schänke wurde im Jahr 1726 der Status „kanzleischriftsässiges Gut“ verliehen, verbunden mit einigen Privilegien.
Das Gut wechselte die Besitzer und Pächter und wurde unter Oberlandweinmeister Heinrich Roos erneuert. Im 18. Jahrhundert entwickelte sich um das Gut eine kleine Gemeinde von Obst- und Gemüsebauern, die auch als Winzer tätig wurden. Die Truppendurchmärsche gen Osten während des Siebenjährigen Krieges in der Mitte des 18. Jahrhunderts setzten der Gemeinde zu, doch die Lage an der Verbindungsstraße bewirkte, dass das Überleben des Gutes nie ernsthaft in Frage gestellt war. Im Jahr 1838 wurde der Weiße Hirsch in eine freie Landgemeinde umgewandelt.
Der Dresdner Vorort wurde wie auch die nahegelegenen Dörfer am Ufer der Elbe zunehmend von den Städtern als Ausflugsziel und später verstärkt als Daueraufenthalt für den gesamten Sommer aufgesucht. Im Jahr 1867 errichtete Theodor Lehnert im Nordwesten der Ortsflur Weißer Hirsch am Waldrand ein luxuriöses Bad für kränkelnde Menschen, das er nach seiner Tochter Frida „Fridabad“ nannte. Die Gäste verbanden ihre Sommerfrische nun gern mit einer Badekur – der Grundstein für die Entwicklung des Ortes zum Kurort war gelegt.

### Die Entwicklung zum Kur- und Villenort

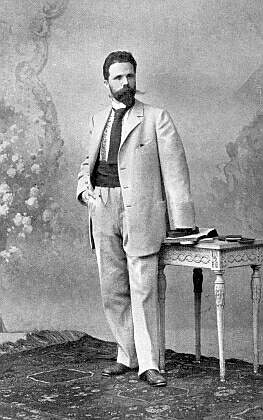
Heinrich Lahmann prägte die Entwicklung des Weißen Hirschs hin zum Kurort

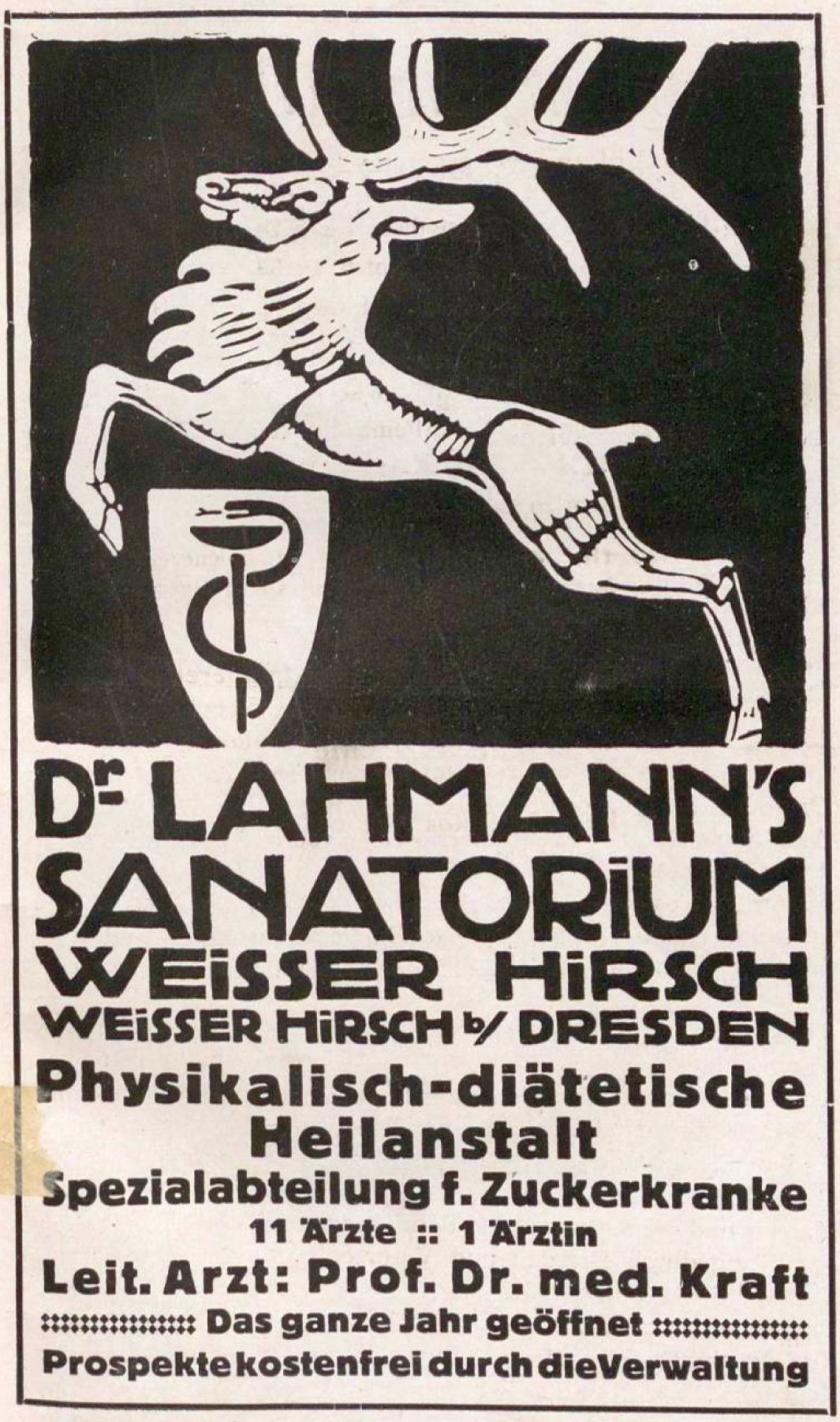
Anzeige für Dr. Lahmann’s Sanatorium mit dem Weißen Hirsch

Der Seifenfabrikant Ludwig Küntzelmann kaufte 1872 das alte Gut „Weißer Hirsch“ und teilte die Gutsfelder in Parzellen auf, auf denen „eine Colonie der Villen und Sommerfrischen“ entstand. Die ihm genehmigte Bauordnung „verbot gewerbliche Anlagen mit Dampfmaschinenbetrieb sowie alle rauch- und lärmbelästigenden Einrichtungen.“ Zudem durften die Gebäude nur im Villenstil und maximal dreigeschossig errichtet werden. Zwischen einzelnen Gebäude war ein Mindestabstand vorgeschrieben. Auf Künzelmanns Gesuch an das Innenministerium erhielt der Weiße Hirsch im Jahr 1875 den Namenszusatz „klimatischer Kurort“. Mithilfe des 1876 gegründeten „Verschönerungsvereins Weißer Hirsch/Oberloschwitz“ wurden Bäume gepflanzt, Wege angelegt, Ruhebänke aufgestellt und ein Kinderspielplatz angelegt. Bis zum Jahr 1882 entstand so mit dem „Waldpark“ eine Stütze des Kurbetriebs. Die Präsidentenbuche im Waldpark war dabei ein beliebter Treffpunkt zu weiteren Unternehmungen in der Heide.
Die weitere Entwicklung vom „Weißen Hirsch“ hin zu einem Kurort von europäischem Rang wurde wesentlich durch den Arzt Heinrich Lahmann geprägt. 1887 pachtete er das in Konkurs gegangene Fridabad und eröffnete es im Folgejahr als Sanatorium unter dem Namen „Dr. Lahmanns physiatrisches Sanatorium“ neu. Lahmann baute seine Behandlungen auf damals neuen, modernen Naturheilverfahren auf und forschte selbst auf diesem Gebiet. Er mietete 15 Villen in der nahen Umgebung des Sanatoriums, die als Gästeunterkunft dienten. Innerhalb weniger Jahre hatte Lahmanns Sanatorium Weltruhm erreicht und wurde jährlich von bis zu 7000 wohlhabenden Patienten aufgesucht. Lahmanns Vorbild folgten weitere Mediziner wie Heinrich Teuscher und Max Steinkühler, die auf dem „Weißen Hirsch“ eigene Privatsanatorien errichteten.

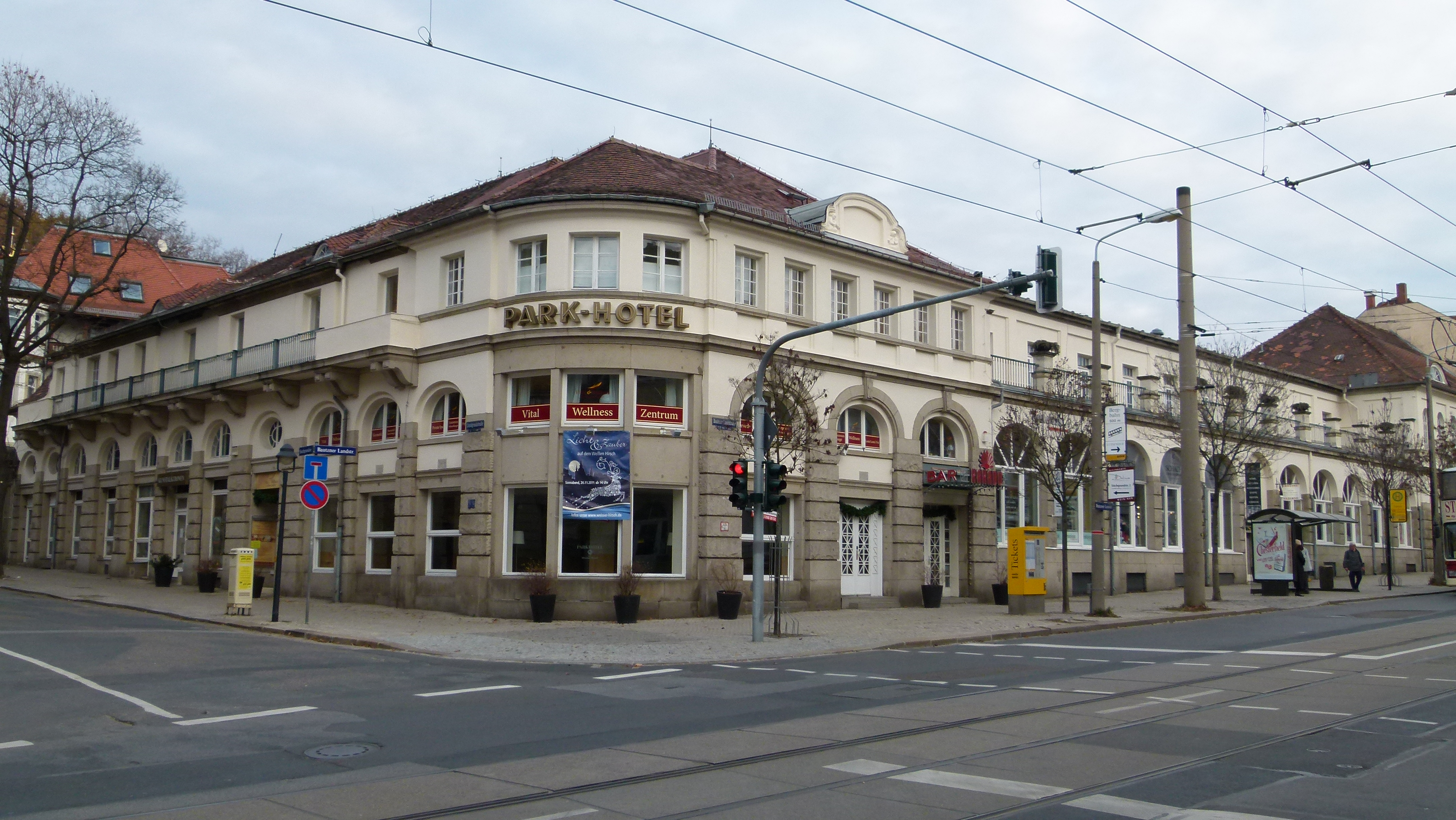
„Parkhotel Weisser Hirsch“ 2011

Mit dem Bau zahlreicher Villen und der Ansiedlung vieler Geschäfte und Cafés entwickelte sich der „Weiße Hirsch“ zunehmend zu einer gehobenen Wohngegend und wurde wie das angrenzende Loschwitz ein bevorzugter Wohnort von Wissenschaftlern, Künstlern, Fabrikanten und hohen Beamten. Ab 1897 war der „Weiße Hirsch“ eine eigenständige Kirchgemeinde und im Jahr 1898 der Waldfriedhof angelegt. Im Jahr 1899 wurde der „Weiße Hirsch“ mit der Linie Waldschlößchen–Bühlau an das Dresdner Straßenbahnnetz angebunden. Der Erste Weltkrieg führte zu einem vorläufigen Ende des Kurortes „Weißer Hirsch“. In Lahmanns Sanatorium wurde 1914 ein Lazarett eingerichtet und erst 1919 wieder aufgelöst. Neben dem Sanatorium hatte Jacques Bettenhausen das „Parkhotel Weißer Hirsch“ erbauen lassen und im Dezember 1914 eröffnet. Ab den 20er Jahren fanden in der kurz als „Parkhotel“ bezeichneten Lokalität auch Vergnügungsveranstatungen statt. Mit Beginn des Zweiten Weltkrieges wurde der Kurbetrieb auf dem „Weißen Hirsch“ eingestellt und das  Parkhotel zur Unterbringung von Wehrmachtsangehörigen verwendet.

### Der Weiße Hirsch von 1918 bis 1933

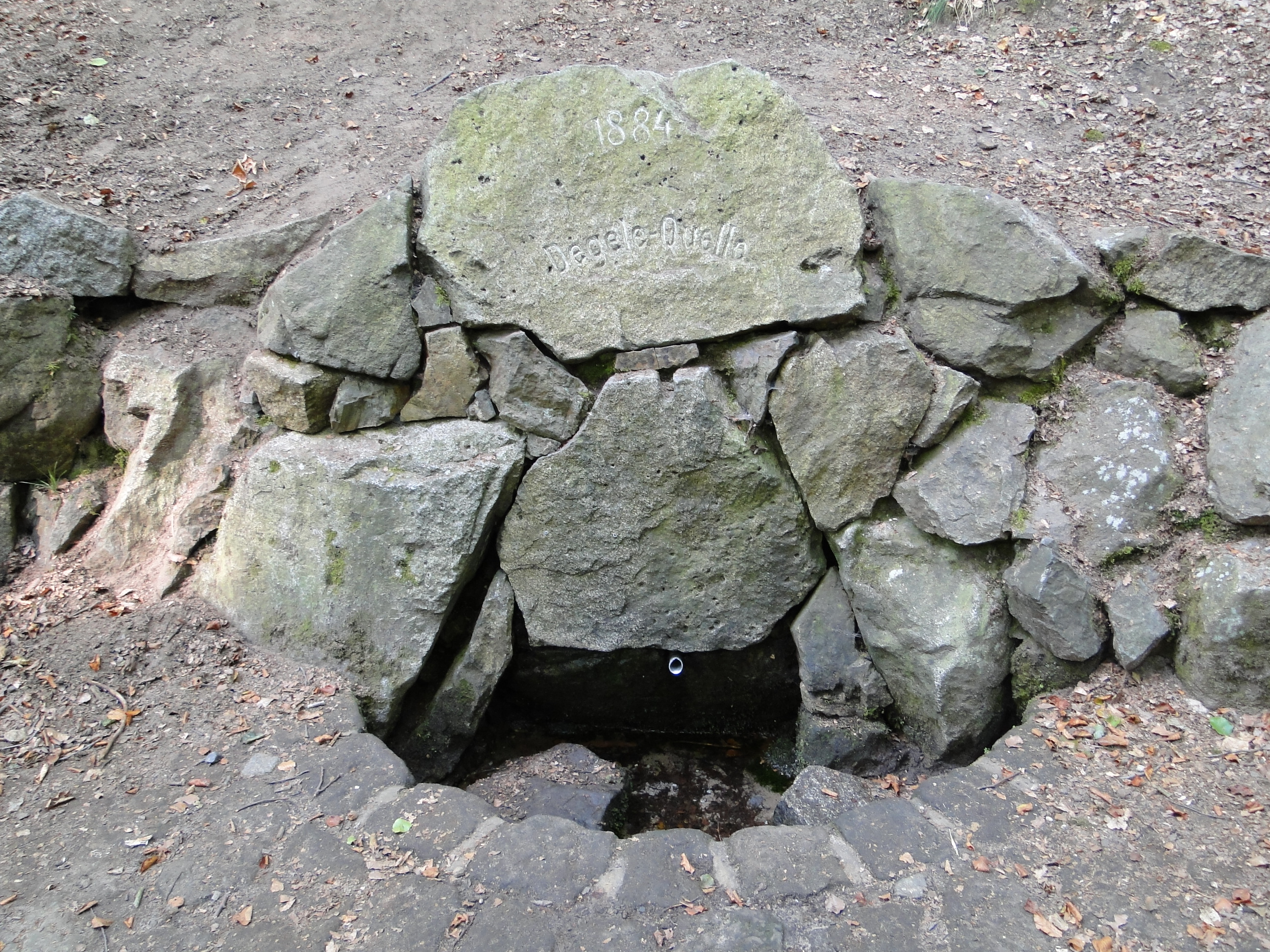
Die Degele-Quelle

Am 7. Januar 1921 wurde der Weiße Hirsch nach Dresden zwangseingemeindet und erhielt die Bezeichnung „Kurort Weißer Hirsch-Dresden“. Der Kurbetrieb war bis 1919 fast zum Erliegen gekommen. Die Nachkriegszeit und Inflation erschwerten die Wiederaufnahme der alten Traditionen und Gepflogenheiten. Der zunehmende Verkehr auf der Verbindungsstraße nach Bautzen wurde zum Problem und auch das Natur- und Lebensgefühl der Städter war nicht mehr in demselben Maße vorhanden. Man suchte nach neuen Anreizen und fand sie zunächst im Heilwasser. Bereits 1884 hatte man die auf der Ortsflur liegende Degele-Quelle und die Schwesternquelle erschlossen und als Oster- und Trinkwasser genutzt. Erste Probebohrungen und Untersuchungen in der Dresdner Heide fielen positiv aus, doch die 1926 gegründete Moorbad AG ging bankrott, da nicht genügend Aktionäre gefunden wurden, um die Pläne zu verwirklichen. Es blieb das Wasser der Weiße Hirsch – Heilquelle, das ab August 1928 auf dem Konzertplatz in einem Trinkhäuschen gereicht wurde. Im Jahr 1930 wurde das Luft- und Schwimmbad in Bühlau fertiggestellt und 1932 der Golfplatz in der Dresdner Heide erstmals bespielt. Der Kurbetrieb erlebte einen neuen Aufschwung und es waren nun überwiegend Künstler, die es auf den Weißen Hirsch zog.

### Zeit des Nationalsozialismus

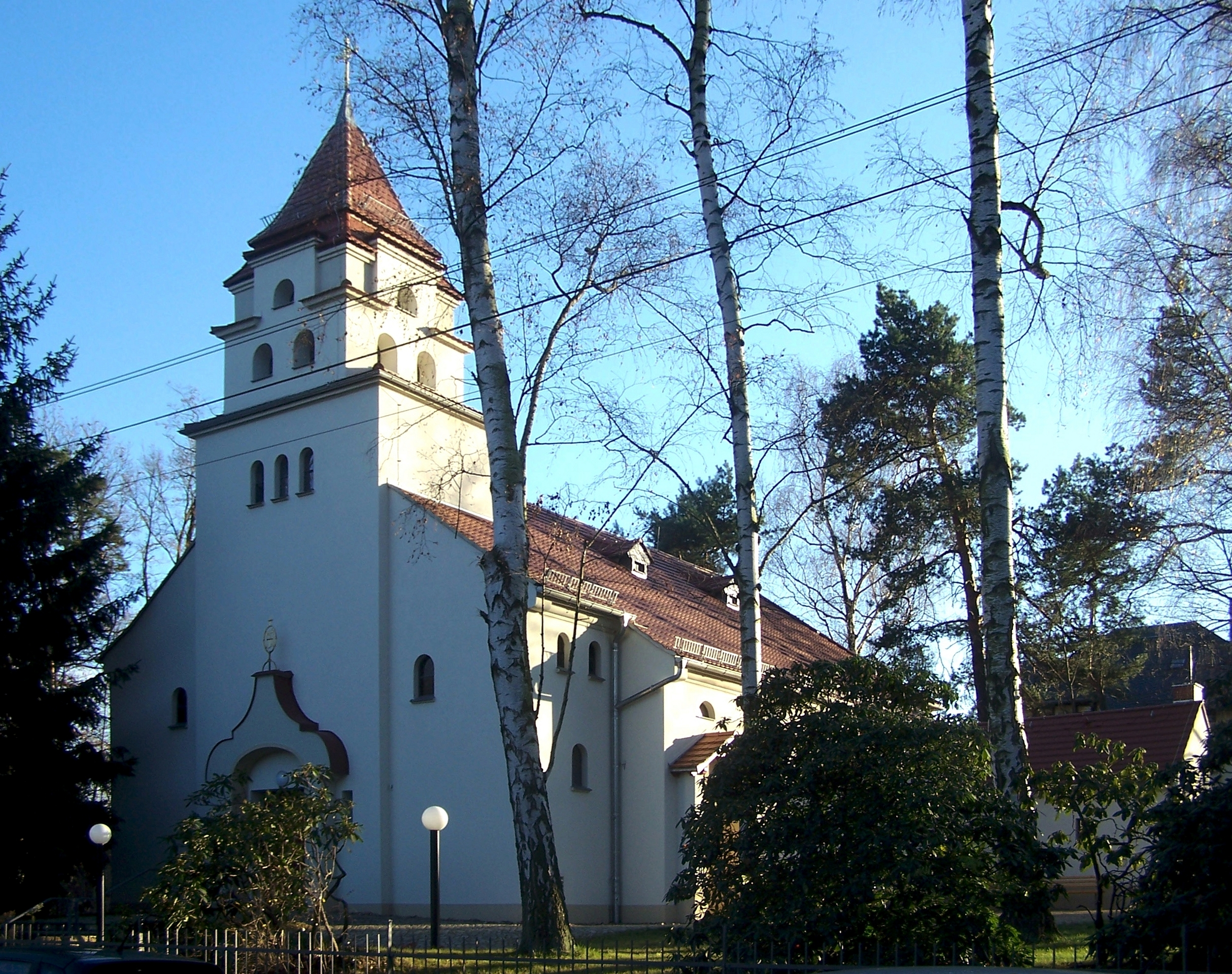
Katholische Hubertuskirche, 1937 errichtet

Nach dem Erlass der Nürnberger Rassengesetze ließ der Besuch ausländischer Kurgäste stark nach. Wie überall gab es starke Einschränkungen für jüdische Kurgäste. Sie durften nur in jüdischen Pensionen wohnen, waren von Veranstaltungen sowie der Nutzung von Luftbad und Lesehalle ausgeschlossen. Schilder mit der Aufschrift „Juden unerwünscht“ nahmen zu.
Am 31. Januar 1938 fand im benachbarten Oberloschwitz im Gasthof „Weißer Adler“, bis dahin bekannt für exklusive Tanzveranstaltungen, eine Massenkundgebung mit über 2000 Funktionären und Mitgliedern der NSDAP zur „umfassenden Abrechnung mit dem Judentum“ statt. Gleichzeitig gab Gauleiter Martin Mutschmann drastische Maßnahmen bekannt, die der Vertreibung der jüdischen Kurgäste vom Weißen Hirsch dienten. Ziel war es, das „Bad zu einer durch hebräische Anmaßung nicht mehr gestörten Erholungsstätte“ zu machen. Nach dem 9. November 1938 verloren sich die Spuren jüdischer Hotel-, Fremdenheim- und Pensionsbesitzer, und an der Mordgrundbrücke verkündete ein Schild: „Der Weiße Hirsch ist judenfrei“.
Mit Beginn des Zweiten Weltkriegs kam der Kurbetrieb erneut zum Erliegen. Wie schon während des Ersten Weltkrieges wurden die Sanatorien auch ab 1940 vorwiegend als Lazarette genutzt, nach der Bombardierung Dresdens am 13. Februar 1945 auch als Auffanglager und Versorgungsstelle für Flüchtlinge.

### Der Weiße Hirsch von 1945 bis heute

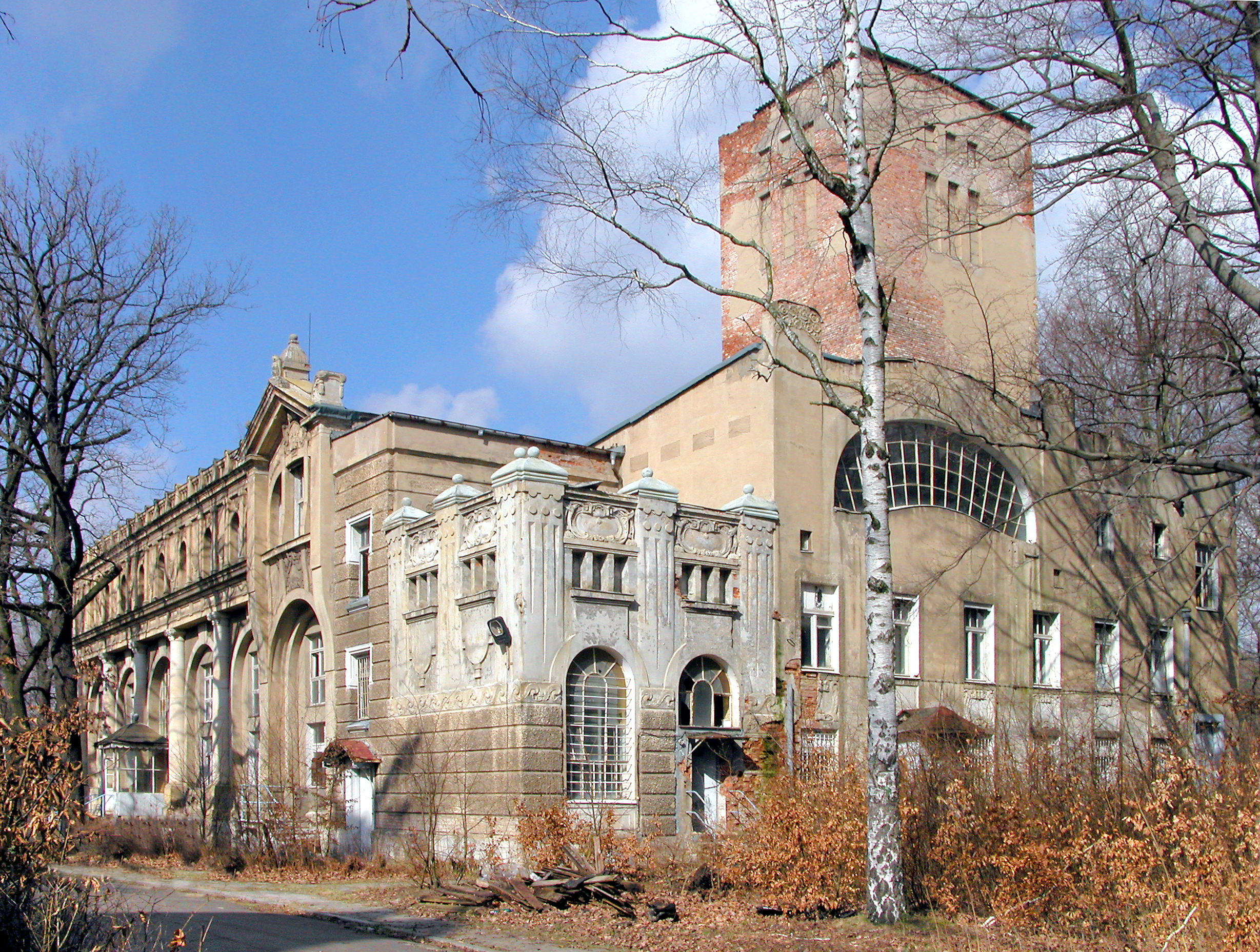
„Lahmannsches Sanatorium“ vor der Sanierung des Areals 2013

Ein Sanatoriumsbetrieb war nach Ende des Zweiten Weltkriegs nicht mehr möglich. Im Jahr 1945 wurden viele Villenbesitzer enteignet und die Villen in Volkseigentum überführt und als Wohnraum für Ausgebombte und Heimatvertriebene zur Verfügung gestellt. Die großen Wohnungen in den Villen und ehemaligen Pensionen wurden dabei oftmals mit 4 bis 5 Mietparteien belegt. Das Lahmannsche Sanatorium war bis zum Abzug der russischen Streitkräfte aus Deutschland 1993 Lazarett der Sowjetarmee, in anderen Sanatorien und Villen waren Kinderheime oder Lehrlingswohnheime untergebracht. Da die Häuser Volkseigentum und die Mieten dementsprechend niedrig waren, war für die Instandhaltung der anfänglich noch intakten Bauten weder Geld noch Material vorhanden. Die Bautzner Landstraße entwickelte sich mit den Jahren zu einer stark frequentierten Fernverkehrsstraße. Seine Anziehungskraft als Wohnviertel verlor der Weiße Hirsch dennoch nicht. Viele Künstler und Kulturschaffende, Wissenschaftler, Ärzte aber auch verdiente Staats- und Kulturfunktionäre nahmen bevorzugt in den großbürgerlichen Villen ihren Wohn- oder Alterssitz. Nach der politischen Wende (1989) im Osten Deutschlands und der Deutschen Wiedervereinigung (1990) wurden viele Villen an die Alteigentümer rückübertragen und in der Folgezeit von ihnen saniert und modernisiert. Einige Gebäude blieben jedoch auch nach 1989 ungenutzt und verfielen, darunter das unter Denkmalschutz stehende Lahmannsche Sanatorium. Das Areal wurde erst 2011 verkauft, ab 2013 saniert und als Dr. Lahmann Park mit luxuriösen Wohnungen vermarktet; ein prominenter Bewohner ist seit April 2015 der ehemalige sächsische Ministerpräsident Stanislaw Tillich.

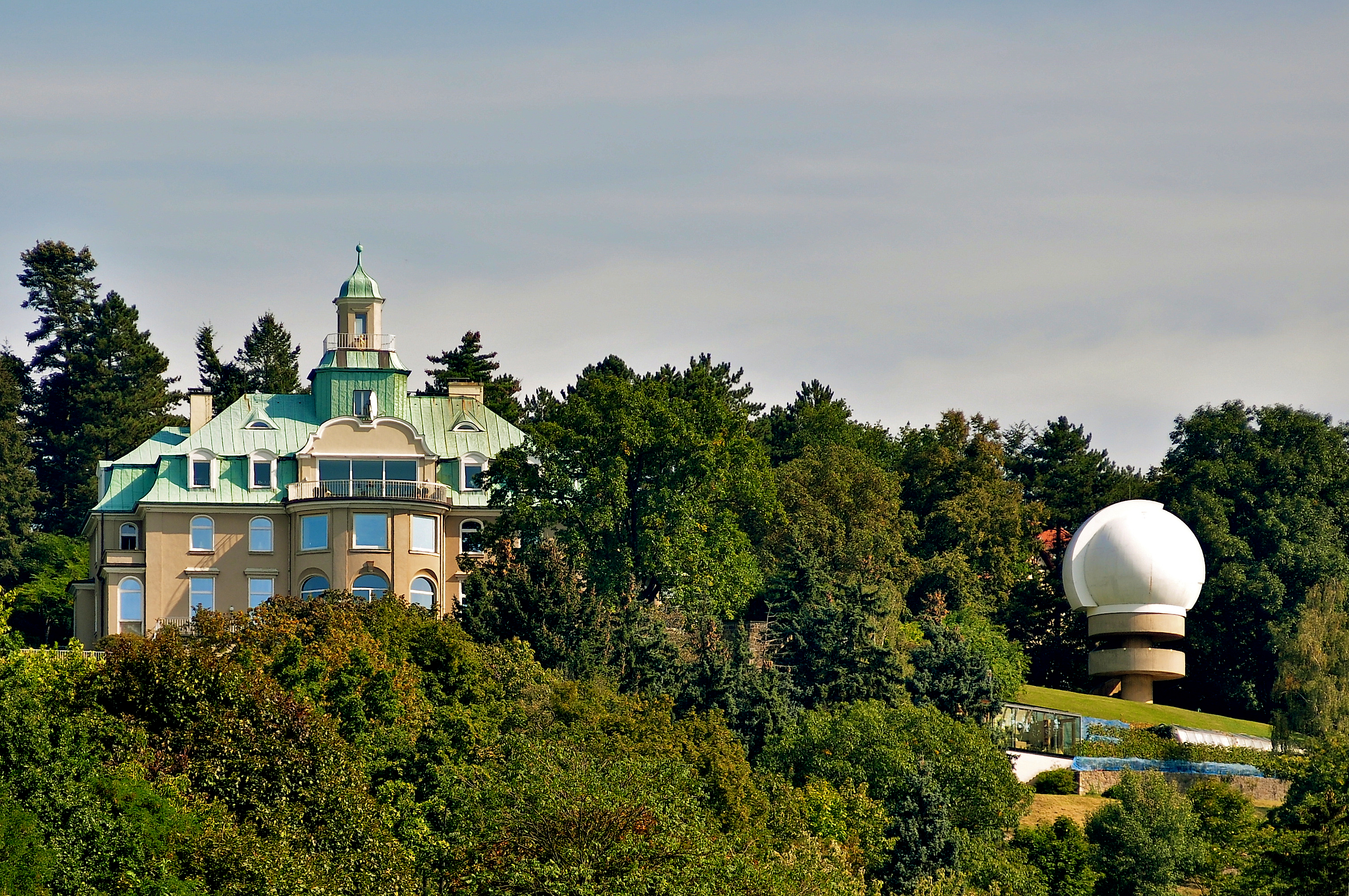
Ardenne-Villa mit Sternwarte

Im Jahr 1955 gründete der Naturforscher und Erfinder Manfred von Ardenne sein Forschungsinstitut Manfred von Ardenne in Oberloschwitz in unmittelbarer Nachbarschaft zum Weißen Hirsch. Zu dem international renommierten Institut gehörte auch eine Klinik. Es war die einzige private Forschungseinrichtung und einer der größten privatwirtschaftlichen Arbeitgeber in der DDR. Das Institut existierte bis zum Jahr 1990. Für das Institut waren etwa 500 Wissenschaftler, Ärzte, Ingenieure und Mitarbeiter tätig. Die überwiegend anwendungsorientierte Forschung konzentrierte sich vor allem auf die Nutzung von Elektronen- und Ionenstrahlung für wissenschaftliche und technische Zwecke, die Vakuumbedampfung, die Elektronenmikroskopie und andere Bereiche der Biomedizintechnik. Etwa ab der Mitte der 1960er Jahre bildete die Behandlung von Krebserkrankungen den Schwerpunkt der Forschung. Zu den bekanntesten Ergebnissen der Arbeit des Instituts zählten die Eigenentwicklung einer Herz-Lungen-Maschine sowie die Sauerstoff-Mehrschritt-Therapie bei Krebs. Aus dem Institut entstanden nach 1990 die Firmen Von Ardenne Anlagentechnik GmbH und Von Ardenne Institut für Angewandte Medizinische Forschung GmbH. Darüber hinaus geht auch das Dresdner Fraunhofer-Institut für Elektronenstrahl- und Plasmatechnik auf Arbeitsgruppen des ehemaligen Ardenne-Instituts zurück. Auf dem einstigen Institutsgelände befindet sich heute eine kleine Volkssternwarte, die Sternwarte Manfred von Ardenne.

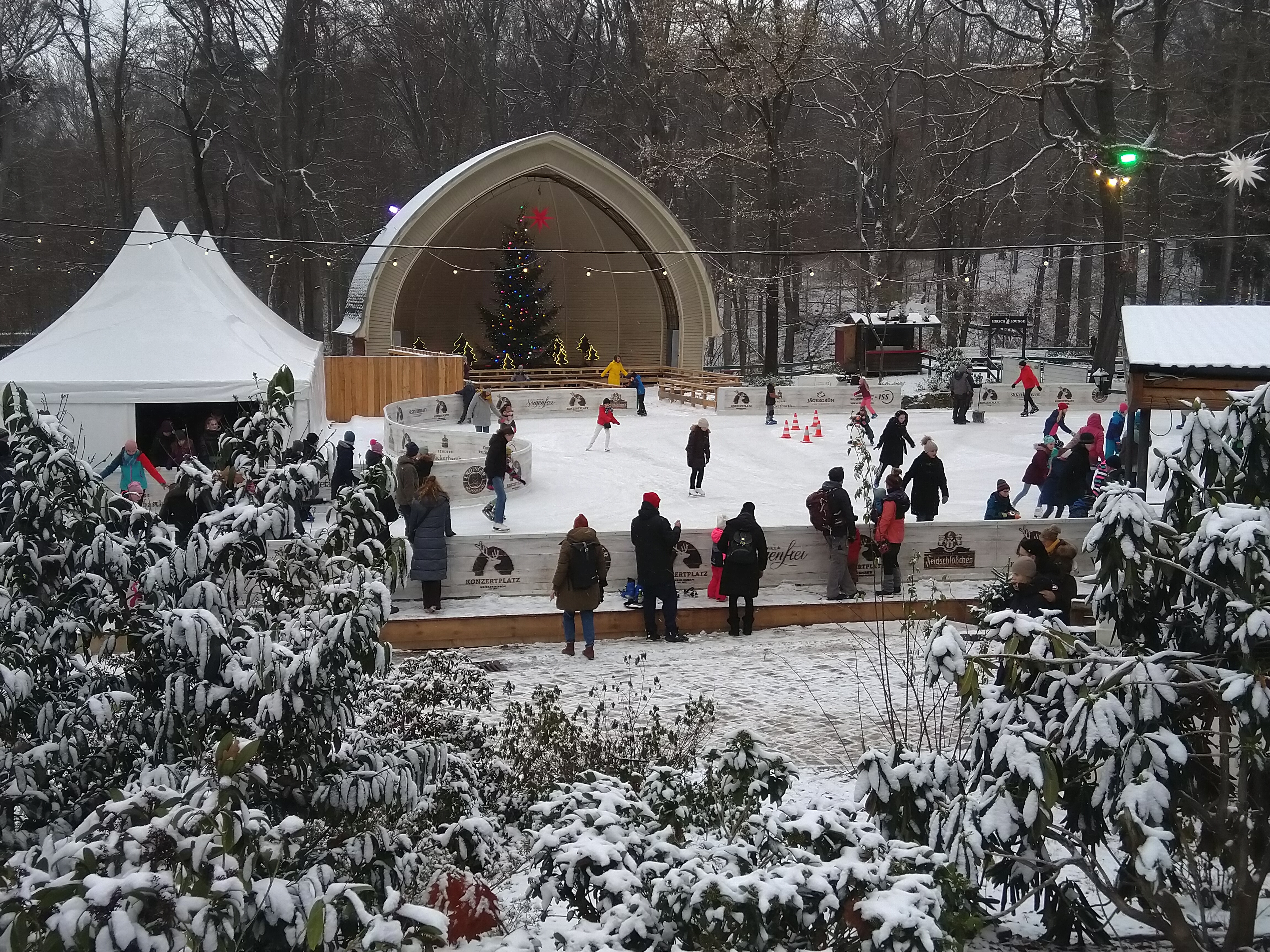
Schlittschuhlaufen auf dem „Konzertplatz Weißer Hirsch“

Auch für Dresdner aus anderen Stadtteilen und Besuchern der Stadt lohnt sich die Fahrt mit der Dresdner Standseilbahn oder mit der Straßenbahn der Linie 11 zum  „Weißen Hirsch“. Am Nordrand des Stadtteils, der an das Waldgebiet der Dresdner Heide grenzt, lädt sowohl im Sommer als auch im Winter der Konzertplatz Weißer Hirsch zu einem Besuch ein. Im Winter verwandelt sich der Konzertplatz alljährlich in eine Natureisbahn mit über 1.000 m² Eisfläche. Außerdem kann auf drei Bahnen dort Eisstock gespielt werden – ein kurzweiliges Vergnügen vor allem bei Firmen- und Familienfeiern. Winterliche Leckereien werden von der Konzertplatzküche am Rande der Eisbahn angeboten. In den Sommermonaten dient der Konzertplatz sowohl als Veranstaltungsort und Freilichttheater aber auch als Biergarten, Familienoase, Kinderspielplatz und Event-Location.

## Bauwerke

### Kirchen und Friedhof

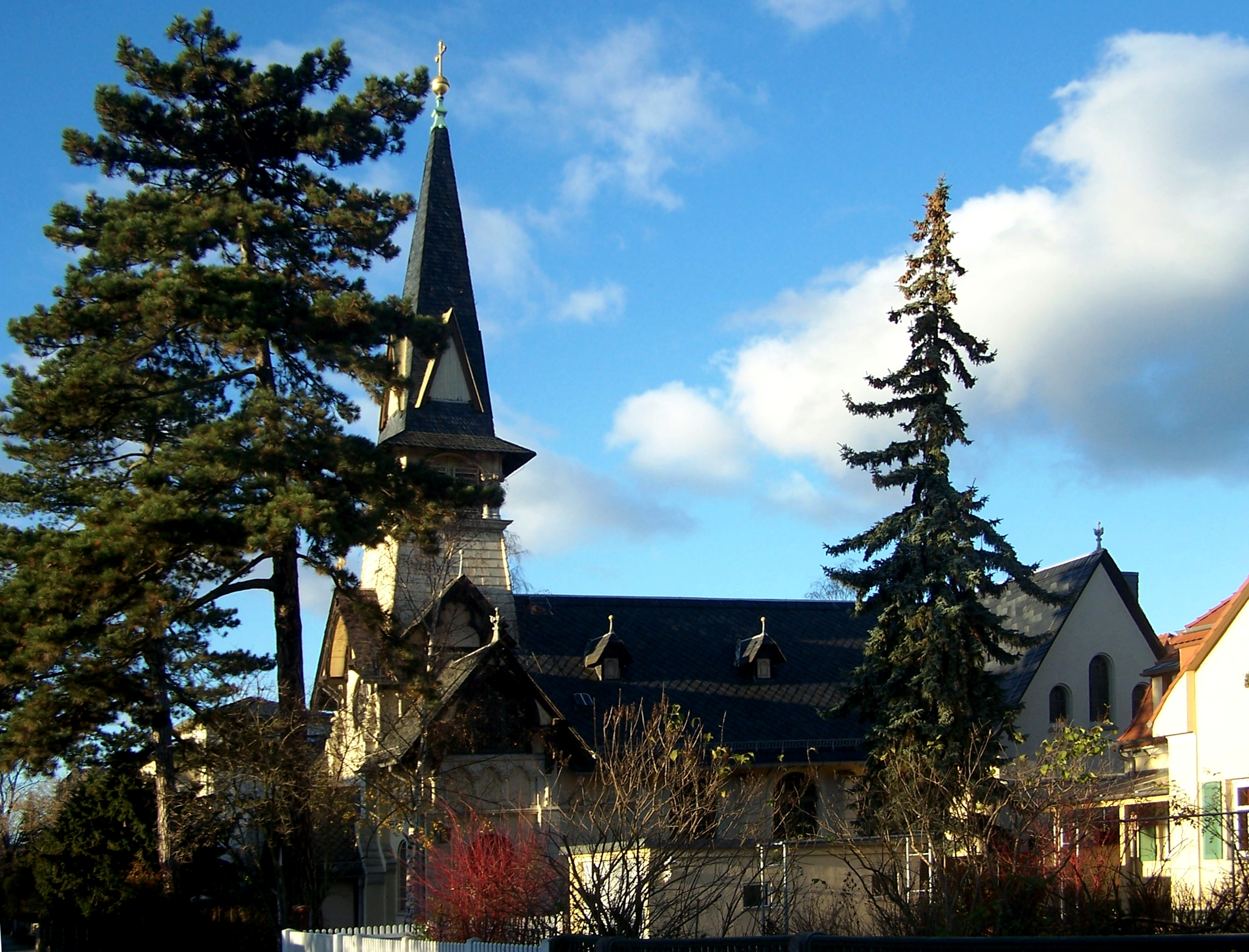
Evangelisch-lutherische Kirche, 1889 eingeweiht

Der Weiße Hirsch war ursprünglich zur Frauenkirche und ab 1704 nach Loschwitz eingepfarrt. Im Jahr 1897 wurde der Weiße Hirsch eine selbstständige Kirchgemeinde.
Die Kirche stammt aus dem Jahr 1889 und wurde von Architekt F. Richard Schaeffer als Holzkirche errichtet. Der Turm wurde 1891 ergänzt, weitere Erweiterungsbauten erfolgten bis 1908. Die evangelische Kirche hat eine Jehmlich-Orgel.
Von 1937 bis 1938 erhielt der Weiße Hirsch mit der Kapelle St. Hubertus ein katholisches Gotteshaus. Es wurde von Robert Witte entworfen und am Rand der Dresdner Heide unweit des Friedhofs erbaut. Ihren Namen erhielt die Kapelle aufgrund ihrer nahen Lage zur Dresdner Heide nach Hubertus von Lüttich, dem Patron der Jäger. Die Kapelle war bis 1954 die Außenstelle der Dresdner Franziskus-Xaverius-Gemeinde und wurde 1957 eine eigenständige katholische Pfarrei. Neben einer Jehmlich-Orgel hat die Kapelle auch ein Altarkreuz von Peter Makolies.
Der Waldfriedhof Weißer Hirsch wurde 1898 geweiht, ab 1903 erfolgten erste Beerdigungen. Der terrassenförmig angelegte Friedhof ist die Ruhestätte zahlreicher bedeutender Persönlichkeiten, die auf dem Weißen Hirsch gewirkt oder gewohnt haben, darunter Sänger Arno Schellenberg, Wissenschaftler Manfred von Ardenne und Arzt Heinrich Lahmann. Zahlreiche Grabstellen stehen unter Denkmalschutz.

### Wohnbauten und Villen
Der Weiße Hirsch zählt zu den ehemaligen Villenvororten Dresdens. Im Zentrum des Weißen Hirschs, vor allem entlang der Bautzner Landstraße und davon ausgehend entlang der Collenbuschstraße bis zum Rißweg und der Stechgrundstraße entstanden Häuser in geschlossener Bauweise, die Mietwohnungen und Geschäfte aufnahmen. Abseits des Zentrums entwickelten sich Villenbebauungen, die teilweise weite Gartenanlagen hatten. Der Villenbau am Weißen Hirsch ist wesentlich durch den Architekten Max Herfurt geprägt, nach dessen Plänen ganze Viertel errichtet wurde. Typisch für seinen Baustil waren dabei historistische Bauwerke mit asymmetrischen Formen. Als beispielhaft gilt die Villa Zietz, die Herfurt bis 1912 für den Industriellen Hugo Zietz erbaute.
Weitere bedeutende Villen des Weißen Hirschs sind die Villa Maria, die Villa Eschebach und die Villa Elbblick.

### Chinesischer Pavillon

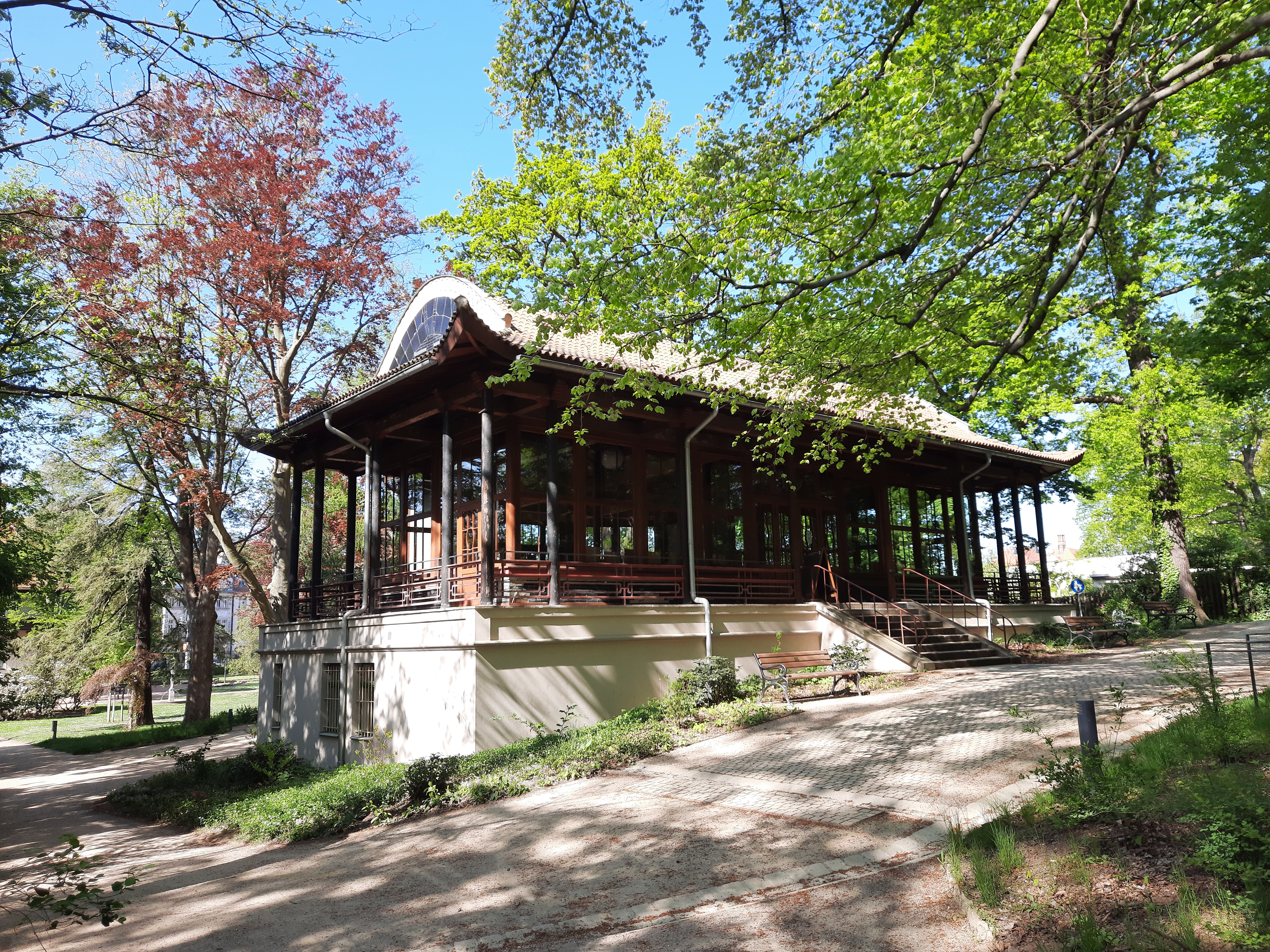
Chinesischer Pavillon 2022

Der Chinesische Pavillon in Dresden-Weißer Hirsch wurde anlässlich der Ersten Internationalen Hygieneausstellung in Dresden 1911 im Auftrag der kaiserlichen chinesischen Regierung als Ausstellungspavillon des damaligen Chinesischen Kaiserreiches auf dem Ausstellungsgelände erbaut, nach Ende der Ausstellung abgebaut und 1912 unweit des Rathauses Weißer Hirsch am jetzigen Standort wieder aufgebaut. Das Gebäude befand sich nach einem Brand im Jahr 1997 in schlechtem Zustand. Durch Initiativen des 2005 gegründeten Vereins Chinesischer Pavillon zu Dresden e. V., in dessen Eigentum sich das Gebäude seit 2006 befindet, wurde das Gebäude seit Herbst 2007 denkmalgerecht saniert und nach Abschluss der Hauptarbeiten am 1. Oktober 2015 als Begegnungsstätte für den deutsch-chinesischen Austausch feierlich eröffnet.

## Persönlichkeiten

### Einstmals auf dem Weißen Hirsch lebende Persönlichkeiten
- Manfred Baron von Ardenne (1907–1997), Naturwissenschaftler und Forscher, gründete und leitete das Forschungsinstitut Manfred von Ardenne auf dem Weißen Hirsch; er lebte und arbeitete in der Zeppelinstraße 7
- Georg Ernst (1900–1990), Internist, Röntgenologe, Vertrauensarzt, lebte von 1935 bis 1966 am Weißen Hirsch, hat am 14. Februar 1945 das Parkhotel als Notlazarett organisiert; begründete 1961 den Arbeitskreis „Heimatgeschichte, Denkmalspflege und Naturschutz“ im Kulturbund der DDR.
- Frieda Fromm-Reichmann (1889–1957), Ärztin, Psychoanalytikerin und Psychotherapeutin, Pionierin der analytisch orientierten Psychotherapie; sie war von 1920 bis 1923 in einem Sanatorium auf dem Weißen Hirsch tätig
- Viktor Klemperer,  Literaturwissenschaftler, Romanist und Politiker (1881–1951)
- Oskar Kokoschka (1886–1980), Maler, Grafiker und Schriftsteller, ließ sich 1917–1918 in Teuschers Sanatorium behandeln; er zog im Dezember 1919 in die Felsenburg um
- Ludwig Küntzelmann (1826–1881), Industrieller, Begründer des Kurortes Weißen Hirsch; Gedenkstein an der Bautzener Landstraße/Luboldtstraße aus Bronze und Sandstein, um 1881
- Heinrich Lahmann (1860–1905), Arzt, Naturheiler und Lebensreformer, gründete 1888 auf dem Weißen Hirsch Dr. Lahmanns Sanatorium
- Charlotte Meentzen (1904–1940), Unternehmerin, Pionierin der Herstellung und Anwendung von Naturkosmetik
- Martin Andersen Nexø (1869–1954), dänischer Schriftsteller, lebte von 1952 bis 1954 in der Collenbuschstraße
- Friedrich Paulus (1890–1957), Generalfeldmarschall a. D., lebte von 1953 bis 1957 in der Preußstraße 10
- Ludwig Renn (1889–1979), Schriftsteller, wohnte nach 1945 bis 1951 in der Plattleite 38
- Arno Schellenberg (1903–1983), lyrischer Bariton und Gesangspädagoge, lebte nach 1945  in der Villa Turmeck, auch Haus Schellenberg genannt, Bautzner Landstraße 46
- Johannes Heinrich Schultz (1884–1970), Psychiater und schulenunabhängiger Psychotherapeut, entwickelte das Autogene Training; er war von 1920 bis 1924 Chefarzt und wissenschaftlicher Leiter von Dr. Lahmanns Sanatorium
- Gertrude Seltmann-Meentzen (1901–1985), Unternehmerin, Pionierin der Herstellung und Anwendung von Naturkosmetik, Betreiberin der Schule für natürliche Kosmetik nach dem Charlotte-Meentzen-System.
- Uwe Tellkamp (* 1968), Arzt und Schriftsteller, wuchs als Sohn eines Arztes in der Oskar-Pletsch-Straße 10 auf; sein Roman Der Turm spielt in einem Bildungsbürgermilieu auf dem Weißen Hirsch während der letzten sieben Jahren der DDR bis zum Mauerfall im Jahr 1989.[13][14] Seit 2009 wohnt er wieder auf dem Weißen Hirsch.
- Heinrich Teuscher, Arzt, gründete ein Sanatorium in der Thielaustraße (später Roosstraße, heute Chopinstraße)
- Hugo Zietz, Industrieller, gründete 1880 in Dresden die Orientalische Tabak- und Zigarettenfabrik Yenidze und ließ das Fabrikgebäude Yenidze im orientalisierenden Stil einer Moschee errichten; er lebte ab 1912 in seiner als Villa Waldhaus erbauten Villa auf dem Weißen Hirsch, Am Hochwald 1
- Walther Karl Zülch (1883–1966), Kunst- und Kulturhistoriker, der in der Collenbuschstraße (Haus Unglaube) wohnte, hat 1917 das Monogramm MGN Grünewalds als Mathis Gothart  Neithart identifiziert. Seine grundlegende Grünewald-Monographie erschien 1938/1954.